# Вторгнення (фільм, 1969)
«Вторгнення» (ісп. Invasión) — кінофільм режисера Уго Сантьяго, знятий в 1969 році. Фільм знято за оповіданням відомих аргентинських письменників Хорхе Луїса Борхеса і Адольфо Біой Касареса. Сценарій написали Борхес і Сантьяго.

## Сюжет
Дія фільму відбувається у вигаданому місті Аквілея, якому загрожує вторгнення зовнішніх загарбників. Вони таємно переправляють у місто зброю і радіостанції, щоб координувати вторгнення. Загарбникам протистоїть група звичайних громадян під керівництвом літнього дона Порфиріо. Їх надто мало, і поступово стає зрозуміло, що їм не вдасться захистити місто.

## В ролях
- Ольга Субаррі — Ірен
- Лаутаро Муруа — Еррера
- Хуан Карлос Пас — дон Порфиріо
- Мартін Адхемьян — Ірала
- Даніель Фернандес — Лебендигер
- Роберто Вільянуева — Сільва
- Хорхе Кано — Хуліо Вільдрак
- Рікардо Ормельос — Качорро
- Леал Рей — Мун

## Додаткові факти
- У 1969 році фільм був відзначений спеціальною згадкою на кінофестивалі в Локарно.
- У 1978 році, під час військової диктатури в Аргентині, в Буенос-Айресі було викрадено частину оригінальних негативів фільму. Повний набір плівок-негативів вдалося відновити в 1999 році.